# Coulanges-sur-Yonne
Coulanges-sur-Yonne es una localidad y comuna francesa situada en la región de Borgoña, departamento de Yonne, en el distrito de Auxerre Es el chef-lieu del cantón de Coulanges-sur-Yonne, aunque Étais-la-Sauvin y Mailly-le-Château la superan en población.

## Demografía
| 961 | 1 068 | 1 104 | 1 095 | 1 247 | 1 169 | 1 223 | 1 172 | 1 089 | 1 039 | 1 057 | 972 | 952 | 949 | 913 | 937 | 859 | 830 | 766 | 743 | 692 | 673 | 708 | 682 | 514 | 560 | 671 | 639 | 609 | 597 | 580 | 565 | 536 |
| Para los censos de 1962 a 1999 la población legal corresponde a la población sin duplicidades (Fuente: INSEE [Consultar]) |       |       |       |       |       |       |       |       |       |       |     |     |     |     |     |     |     |     |     |     |     |     |     |     |     |     |     |     |     |     |     |     |